# Myrkgrav
Myrkgrav е норвежка фолк метъл група, основана в началото на 2003 г. от музиканта Ларс Йенсен.
Дебютният албум на групата, Trollskau, skrømt og kølabrenning, е завършен през лятото на 2006 г. и издаден на 27 октомври същата година. В немския уебсайт metal.de албумът е описан като „истинска перла на езическото музикално изкуство“.
В началото на 2013 г. е издаден самофинансираният дигитален миниалбум Sjuguttmyra, състоящ се както от нови песни, така и от новозаписани стари.

## Членове
Постоянни членове
- Ларс Йенсен – вокал, китара, клавишни.

Гост-музиканти
- Еспен Хамер;
- Бенита Ериксдатер;
- Синдре Недлан;
- Олав Луксенгорд Мелва.